# Let’s Get Blown
«Let’s Get Blown» (с англ. — «Давай взорвёмся!») — второй сингл американского рэпера Snoop Dogg, с его студийного альбома R&G (Rhythm & Gangsta): The Masterpiece, при участии Pharrell. Продюсером трека стал The Neptunes. Этот трек не повторил успех первого сингла с альбома «Drop It Like It’s Hot», но это заполнило промежуток между вышеупомянутой песней и клубным хитом «Signs».
«Let’s Get Blown», стал одним из самых больших хитов Snoop Dogg в Великобритании.
К Snoop Dogg и Pharrell вокально присоединяется Keyshia Cole, которая не была ещё популярна в то время, и поэтому была оставлена непризнанной (её вклад в песню R&G (Rhythm & Gangsta): The Masterpiece пошло как незачисленное). Семплы песни содержат интерполяции от песни «Watching You», который был также интерполирован в «Gin and Juice». Этот трек был записан в студии Andrew Coleman и Phil Tan в Record Plant, Лос-Анджелес, Калифорния в 2004 году. Видео (снятое Paul Hunter) было снято 21 февраля 2005 года. Этот трек попал под номером 27 на «Yahoo! Music Radio» в январе 2005 года и 59-м в MTV Top 100 of 2005 из списка видеоклипов 2005 года в декабре. Песня была исполнена Snoop Dogg в живую, в The Tonight Show вместе с Jay Leno 20 января 2005 года.
В 2005 году Snoop Dogg вместе с Neptunes были номинированы на премию «Grammy Award for Producer of the Year, Non-Classical».

## Список композиций
12-дюймовый сингл
- A1 «Let’s Get Blown»
- A2 «Let’s Get Blown (Instrumental)»
- B1 «Ups & Downs»

CD-сингл
- «Let’s Get Blown»
- «Ups & Downs»
- «Let’s Get Blown (Instrumental)»
- «Let’s Get Blown (Video)»

## Чарты
| Чарт (2005)                                | Пик Позиции |
| ------------------------------------------ | ----------- |
| Бельгия/Фландрия (Ultratop 50)             | 42          |
| Бельгия/Валлония (Ultratip Bubbling Under) | 2           |
| Нидерланды (Single Top 100)                | 35          |
| Финляндия (Suomen virallinen lista)        | 18          |
| Greece (Greece Top 20)                     | 15          |
| Ирландия (IRMA)                            | 16          |
| Италия (FIMI)                              | 24          |
| Новая Зеландия (Recorded Music NZ)         | 19          |
| West Hollywood\| (Radio Top 40 Singles)    | 1           |
| Швейцария (Schweizer Hitparade)            | 22          |
| UK Singles Chart                           | 13          |
| U.S. Billboard Hot 100                     | 54          |
| U.S. Billboard Hot R&B/Hip-Hop Songs       | 19          |
| U.S. Billboard Hot Rap Tracks              | 12          |
| U.S. Billboard Rhythmic Top 40             | 26          |

## Официальные версии
1. «Let’s Get Blown» (Album Version) / (Album Version Explicit)